# Balise
En balise er en elektromagnetisk sender eller transponder placeret i jernbanesporet som en del af togkontrolsystemet, f.eks. det danske Automatic Train Control (ATC) eller det europæiske ETCS. Balisen er placeret ved sporet og giver det forbikørende tog forskellige informationer om f.eks. højest tilladte hastighed, hvor langt frem sporet er frit mv. Navnet stammer fra fransk, balise = sømærke.

## Opbygning
Balisen er 736 mm lang og støbt i aluminium. Balisen indeholder forskellige rum til elektronikken. Disse rum har en tæthedsgrad svarende til IP67. Balisen er konstrueret til en kontinuerlig belastning på 30G og kortvarige stød på 100G. Disse krav afspejler de mekaniske forhold, der gælder for komponenter monteret langs sporet. Elektronikken i Balisen fastholdes af en særdeles kraftig opspænding. Balisen er delvis fyldt med polyuretanskum.

## Overførsel af baliseinformationer
Når punktantennen passerer hen over balisen, gennemløbes følgende faser med henvisning til
Figur 2.
1. Energi overføres til balisen(100 kHz)
2. Spændingen opbygges i balisen.
3. Når spændingen når 4,6 V, kobles elektronikken ind.
4. Indgangskode aftastes (fra signalmodul eller fra fastkodet stik).
5. Afhængig af denne kode vælges et telegram parallelt i de to uafhængige lagermedier.
6. De maksimalt 120 bit (96 databit) lange telegrammer transmitteres serielt over til FM-
modulatoren, som sender disse FM-moduleret omkring bærefrekvensen 849 kHz (823.5/875 kHz), 50 kBaud.
7. En korrekt Balisepassage kræver afsænkning i 50 kHz kredsen samt mindst 3 identiske telegrammer fra de to telegrambægre. Telegrammerne adskiller sig på et enkelt databit, og derved ændrer det 8 bit lange CRC check i telegrammet sig også.
Som det ses af ovenstående, indgår der flere uafhængige kredsløb i balisen, som beskrives i det følgende. Det skal her bemærkes, at afstanden mellem punktantenne og balise er 150 - 200 mm.